# 穿心莛子藨
穿心莛子藨（学名：Triosteum himalayanum）是忍冬科莛子藨属的植物。分布于锡金、尼泊尔以及中国大陆的湖北、陕西、云南、西藏、四川等地，生长于海拔1,800米至4,100米的地区，多生在林下、沟边、山坡、暗针叶林边以及草地上，目前尚未由人工引种栽培。